# Anton Topitz
Anton Topitz, född 26 mars 1857 i Linz, död 26 januari 1948 i Linz, var en österrikisk lärare och botaniker.
Han utbildade sig som lärare vid seminariet i Linz. Från 1876 till 1882 var han extralärare i Staré Město. Efter mogenhetsexamen 1881 tjänstgjorde han som underlärare i (Horní Dvořiště) under första halvåret av 1883. Från oktober 1883 till februari 1886 var han lärare i nuvarande Žumberk.
1885 kvalificerad för folkskolebefattningar.
1886 hade han avancerat till skolföreståndare och flyttade till Jenín.
Topitz slutade 1888 som överlärare i St. Nikola an der Donau. 
Redan 1883 börjde Topitz vid sidan om lärarverksamheten intressera sig för botanik. Han beskrev ett stort antal växter, varvid hans största intresse rörde myntasläktet, men han ägnade sig också åt mossor.
Auktorsnamnet Topitz kan användas för Anton Topitz i samband med ett vetenskapligt namn inom botaniken; se Wikipediaartiklar som länkar till auktorsnamnet.
Auktorsnamnet Top. kan användas för Anton Topitz i samband med ett vetenskapligt namn inom botaniken; se Wikipediaartiklar som länkar till auktorsnamnet.

## Publikationer
- 1911 Über einige neue Formen der Gattung Mentha
- 1913 Beiträge zur Kenntnis der Menthenflora von Mitteleuropa
- 1914/1916 Diagnoses formarum novarum generis Menthae praecipue ex auctoris scripto
- Medförfattare i Flora exsiccata Austro-Hungarica
- 1915 Två band: Menthotheca Austro-Hungarica (Nr. 1 – 40)

## Beskrivna arter
- Mentha acuminata Topitz, 1911
- Mentha arenaria Topitz, 1896
- Mentha argutissima var. subpilosa Topitz, 1896
- Mentha brauniana Topitz, 1896
- Mentha brevicomosa Topitz, 1895
- Mentha collina Topitz, 1896
- Mentha conspicua Topitz, 1896
- Mentha divergens Topitz, 1896
- Mentha duftschmidii Topitz, 1896
- Mentha duriuscula Heinr.Braun & Topitz, 1896
- Mentha fontana var. brevibracteata Topitz & Heinr.Braun, 1896
- Mentha fontana var. conferta Topitz, 1896
- Mentha galeopsifolia var. subalpina Topitz, 1896
- Mentha gallica (Topitz) Domin, 1935
- Mentha glabra Topitz, 1911
- Mentha grosseserrata Topitz, 1896
- Mentha hagenbachiana Heinr.Braun & Topitz, 1895
- Mentha hirtescens Heinr.Braun & Topitz, 1895
- Mentha hortivaga Heinr.Braun & Topitz ex T.Durand & B.D.Jacks., 1903 nom. inval.
- Mentha hostii var. arvina Topitz, 1896
- Mentha hygrophila Topitz, 1911
- Mentha jahniana Heinr.Braun & Topitz, 1896
- Mentha jenensis Heinr.Braun & Topitz, 1895
- Mentha lamarckii var. hortivaga Heinr.Braun & Topitz, 1895
- Mentha lamarckii var. lithuanica Heinr.Braun & Topitz, 1895
- Mentha langiana Topitz ex Heinr.Braun, & Topitz, 1894
- Mentha lithuanica Heinr.Braun & Topitz ex T.Durand & B.D.Jacks., 1903 nom. inval.
- Mentha lloydii var. opaca Topitz, 1896
- Mentha mellifluens Heinr.Braun & Topitz, 1895
- Mentha morii Heinr.Braun & Topitz, 1895
- Mentha multiflora var. serpentina Topitz, 1896
- Mentha mutabilis (Topitz) Domin, 1935
- Mentha nemorivaga Heinr.Braun & Topitz, 1895
- Mentha obtuso-dentata (Topitz) Domin, 1935
- Mentha pagana (Topitz) Domin, 1935
- Mentha pahinensis Topitz, 1911
- Mentha palitzensis Topitz, 1911
- Mentha parvula Topitz, 1911
- Mentha plagensis Topitz, 1896
- Mentha praeclara (Topitz) Domin, 1935
- Mentha praeclara Topitz, 1896
- Mentha rauscheri Topitz, 1896
- Mentha resinosa var. wuerlii Opiz ex Heinr.Braun & Topitz, 1896
- Mentha rhenana Topitz, 1895
- Mentha rubescens Topitz & Heinr.Braun, 1895
- Mentha rubicunda Heinr.Braun & Topitz, 1895
- Mentha rubicunda var. langiana Topitz, 1895
- Mentha ruderalis Topitz
- Mentha sparsiflora var. pascuorum Topitz, 1896
- Mentha stagnalis Topitz, 1896
- Mentha subcollina Topitz, 1911
- Mentha subfontanea Topitz, 1896
- Mentha thuringiaca Heinr.Braun & Topitz, 1896)
- Mentha villosa f. amaurophylla (Timb.-Lagr.) Topitz, 1913)
- Mentha villosa f. chaunostachya Topitz, 1913
- Mentha villosa f. lamyi (Malinv.) Topitz, 1913
- Mentha villosa f. noalhatiana Topitz, 1913
- Mentha villosa f. nouletiana (Timb.-Lagr.) Topitz, 1913
- Mentha villosa f. pascuicola (Déségl. & Durand) Topitz, 1913
- Mentha wierzbickiana f. lintiae Heinr.Braun & Topitz, 1895
- Mentha wierzbickiana f. subcrispa Heinr.Braun & Topitz, 1895
- Rubus graniticola Halácsy ex Topitz, 1892
- Rubus greinensis Halácsy ex Topitz, 1892
- Rubus inermis Halácsy ex Topitz, 1892
- Rubus topitzii Halácsy ex Topitz, 1892